# 帕讷西耶尔
帕讷西耶尔（法語：Pannessières，法語發音：[pansjɛʁ]）是法国汝拉省的一个市镇，属于隆斯勒索涅区。

## 地理
帕讷西耶尔（46°41'52"N, 5°35'53"E）面积5.35 平方千米，位于法国勃艮第-弗朗什-孔泰大區汝拉省，该省份为法国东部内陆省份，北起上索恩省，西北接科多尔省，西临索恩-卢瓦尔省，南至安省，东与杜省和瑞士接壤。
与帕讷西耶尔接壤的市镇（或旧市镇、城区）包括：拉维尼、博姆莱梅雪、希耶、隆斯勒索涅、佩里尼、勒潘。

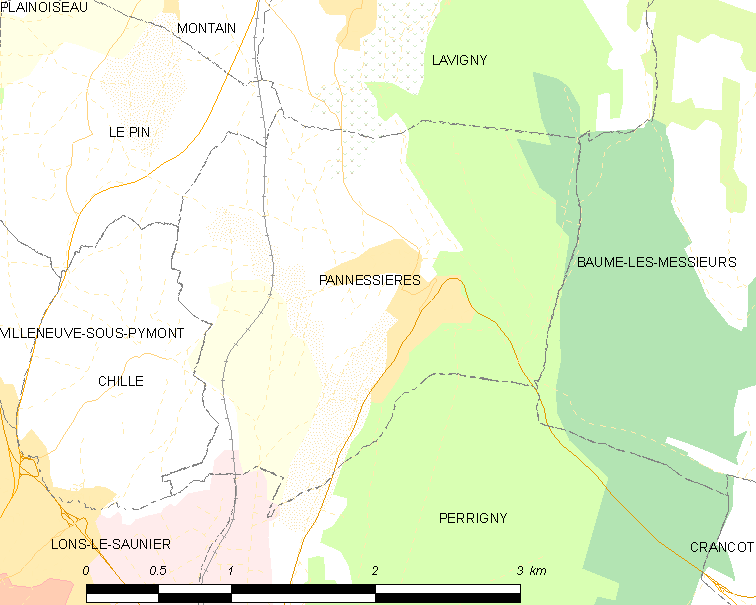
帕讷西耶尔的OSM定位图

帕讷西耶尔的时区为UTC+01:00、UTC+02:00（夏令时）。

## 行政
帕讷西耶尔的邮政编码为39570，INSEE市镇编码为39404。

## 政治
帕讷西耶尔所属的省级选区为波利尼县。

## 人口

1962-2008年间帕讷西耶尔人口变化图示

帕讷西耶尔于2022年1月1日时的人口数量为448人。